# František Krásný

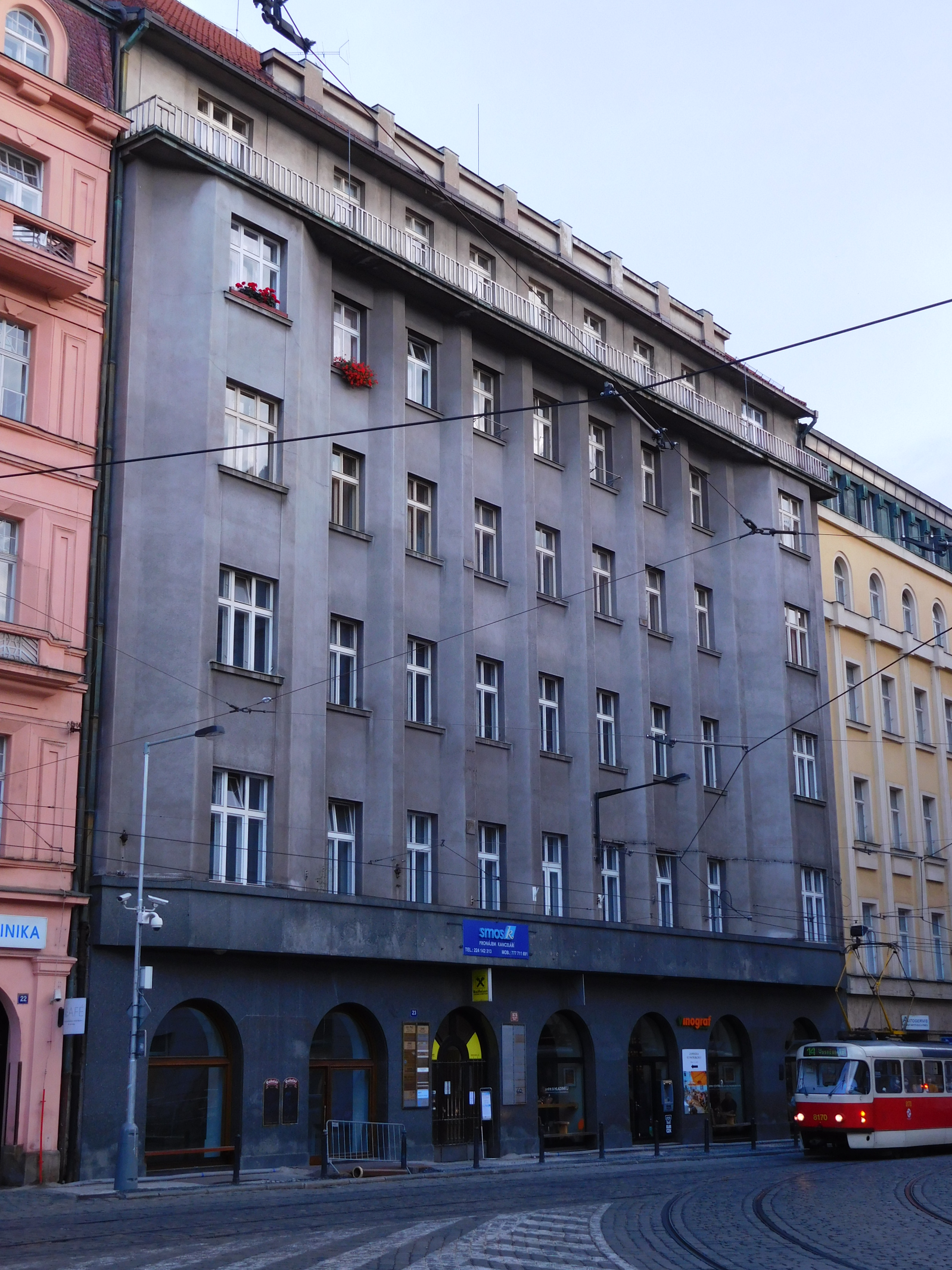
Budova banky Slavia na Senovážném náměstí v Praze

František Krásný (6. července 1865, Koterov – 14. června 1947, Mariánské Lázně) byl český architekt.

## Životopis
Rodák z plzeňského Koterova, studoval architekturu ve Vídni u prof. Hasenauera a prof. Otto Wagnera. Byl významnou osobností nástupu secese, jeho rané stavby patří k nejstarším secesním domům ve střední Evropě. Angažoval se v činnosti spolku Sokol, pro který navrhl řadu budov.

## Stavby a návrhy
- řada staveb ve Vídni
- soutěžní návrh na budovu městského divadla v Plzni
- Fodermayerův dům čp. 167–168 na rohu Smetanovy a Prešovské ulice v Plzni (1897) (původní podoba domu se nedochovala)
- Kestřánkova vila Marie čp. 451 na Karlovarské třídě č. 70 v Plzni (1898)
- dům čp. 140 ve Smetanově ulici č. 3 v Plzni (1897–1898)
- dům čp. 166 ve Smetanově ulici č. 4 v Plzni (1897–1898)
- dům čp. 218 v Riegrově ulici č. 13 v Plzni (1900)
- sokolovna v Litomyšli (1924–1925)
- přestavba Michnova paláce na Tyršův dům v ulici Na Újezdě v Praze (1925)
- přestavba Sokolovny v Poděbradech (1926–1927)
- sokolovna v Novém Kníně (1927)
- budova Spolku architektů a inženýrů (SIA) na náměstí Curierových v Praze 1 (1927–1928)
- modernizace Občanské záložny v Kopeckého sadech v Plzni (1928)
- přestavba domu na Senovážném náměstí 23 v Praze (1928–1929)
- přestavba domu na sokolovnu v Plzni-Koterově (1929)
- sokolovna v Kuřimi (1929) a Přešticích
- sokolovna Nové Město nad Metují (1930)

### Spisy
- Alžběta Birnbaumová, František Krásný, Tyršův dům, jeho dějiny a stavba, Praha : Knihkupectví a nakladatelství Československé obce sokolské, 1938 (nové vyd. 1948)